# أليساندرو روبرتو
أليساندرو روبرتو (بالإيطالية: Alessandro Roberto)‏ هو متزحلق جبال الألب إيطالي، ولد في 22 مايو 1977 في فيرتشيلي في إيطاليا.

## وصلات خارجية
- أليساندرو روبرتو على موقع الاتحاد الدولي للتزلج (التزلج على المنحدرات الثلجية) (الإنجليزية)
- أليساندرو روبرتو على موقع أوليمبيديا (الإنجليزية)